# Golden Bridge (traghetto)
Il Golden Bridge è un traghetto di proprietà della A-Ships  Management ed in servizio per GNV.

## Servizio
Varato il 13 dicembre 1989 nei cantieri navali Kanda Zozen di Kawajiri con il nome di Sabrina e consegnato il 7 maggio 1990 alla giapponese Nippon Yusen Kaisha & Kinkai Yusen Kaisha, entra in servizio nello stesso anno sulla Tokio-Kushiro.
Il 27 aprile 2000 viene venduto alla Weidong Ferry Co. Ltd, viene ribattezzato New Golden Bridge II ed issa bandiera panamense.
Il 9 novembre 2018 viene venduto alla A-Ships Management, issa bandiera cipriota ed il nome viene troncato in Golden Bridge.
Giunge a Perama nello stesso mese e viene noleggiato fino al gennaio del 2019 alla FRS Iberis che lo inserisce nei collegamenti tra Motril e Melilla.
Da gennaio a giugno 2020 viene disarmato al porto di Katakolon.
Il 3 luglio 2020 entra in servizio sulla Igoumenitsa-Corfù-Brindisi.
Dal gennaio del 2022 viene noleggiato alla GNV, che lo inserisce prima nei collegamenti tra Bari e  Durazzo, e successivamente in quelli tra Barcellona, Ibiza e Mahón.
Sporadicamente opera anche sulle rotte dalla Spagna al Marocco al posto delle gemelle GNV Atlas e GNV Cristal.
Il 19 marzo 2025 salpa da Barcellona per i cantieri di Perama, dove viene sottoposto a lavori di manutenzione ordinaria. Dal 1º maggio torna regolarmente in servizio.